# Pedro Petrovich Troyanskii
Petr Petrovich Troyanskii (em russo: Пётр Петрович Смирнов-Троянский; Oremburgo, janeiro de 1894 – 24 de maio de 1950) foi um professor e académico russo.
Nasceu no seio de uma família de trabalhadores de oficina de reparação de caminhos de ferro em Oremburgo, no sul dos Urais. A família tinha quatorze filhos e a vida era difícil. Concluiu o ensino numa escola paroquial em Orenburg e passou nos exames do secundário sem frequentar as aulas, depois entrou na Universidade de São Petersburgo. Ganhava a vida a dar aulas. A  Primeira Guerra Mundial impediu-o de terminar a universidade. Após a Grande Revolução de Outubro de 1917, entrou no Instituto dos Professores Vermelhos . Posteriormente, lecionou ciências sociais e história da ciência e tecnologia em estabelecimentos de ensino superior. Participou também na compilação da Enciclopédia Técnica e da Grande Enciclopédia Soviética. Durante esses anos, dedicou cada vez mais tempo a pôr em prática a sua ideia de uma máquina tradutora. A angina impediu-o de concluir o trabalho de mecanização da tradução, que considerava a paixão da sua vida.